# Peoria, Illinois
Se även Peoria, Arizona
Peoria är en stad i den amerikanska delstaten Illinois med en yta av 120,8 km² och en befolkning som uppgår till 115 007 invånare (2010), cirka 69 procent av befolkningen är vita och cirka 25 procent av befolkningen är afroamerikaner. Av befolkningen lever cirka 35 procent under fattigdomsgränsen. 
Staden är belägen vid Illinois River i den centrala delen av delstaten cirka 150 km öster om Mississippifloden och cirka 90 km norr om huvudstaden Springfield, på andra sidan "Illinois River" ligger East Peoria.
Peoria är även innehavare av ett lag i AHL (American Hockey League), vilken är ligan under NHL. Laget heter Peoria Rivermen och är farmarlag till St.Louis Blues i NHL.
Peoria är även platsen där företaget Caterpillar grundades.